# František Sisr
František Sisr, né le 17 mars 1993 à Vysoké Mýto, est un coureur cycliste tchèque, devenu ensuite directeur sportif.

## Biographie
Au mois d'août 2018, il se classe troisième de la dernière étape du Czech Cycling Tour derrière Filippo Fortin et Andrea Guardini, il s'adjuge aussi la neuvième place lors de la Coupe Sels.
Au second semestre 2019, il se classe deuxième de la dernière étape du Tour d'Alsace.

## Palmarès sur route

### Par année
- 2014
  - 2e de Brno-Velká Bíteš-Brno
  - 2e du Szlakiem Bursztynowym Hellena Tour
- 2015
  -  Champion de République tchèque sur route espoirs
  - Korona Kocich Gór
  - 3e du championnat de République tchèque sur route
- 2016
  - Mémorial Jakuba Mrnky
  - 1re étape du Tour de Bretagne
  - 3e étape du Tour de Vysočina
  - 1re étape du Tour de Bohême de l'Est
  - 2e du Tour de Bretagne
- 2018
  - Tour de Drenthe
  - Visegrad 4 Bicycle Race - GP Hungary
- 2019
  -  Champion de République tchèque sur route
  - 2e du Grand Prix Adria Mobil
  - 2e du Mémorial Roman Siemiński
  - 3e du Mémorial Andrzej Trochanowski
  - 3e du Dookoła Mazowsza

### Classements mondiaux
| Année           | 2014   | 2015 | 2016 | 2017 |
| --------------- | ------ | ---- | ---- | ---- |
| UCI Europe Tour | 1 057e | 200e | 444e | 549e |

## Palmarès sur piste

### Championnats du monde
- Minsk 2013
  - 11e de la poursuite par équipes

### Championnats du monde juniors
- Moscou 2011
  -  Champion du monde du scratch juniors

### Championnats d'Europe
- Anadia 2011
  -  Médaillé d'argent de l'américaine juniors
- Anadia 2013
  -  Médaillé de bronze de la poursuite par équipes espoirs

### Championnats nationaux
- 2012
  - 3e du championnat de République tchèque de poursuite par équipes
- 2013
  -  Champion de République tchèque de poursuite par équipes (avec Jan Kadúch, Ondrej Vendolsy et Ondřej Rybín)
  -  Champion de République tchèque de l'américaine (avec Ondrej Vendolsy)
- 2016
  -  Champion de République tchèque de la course aux points
- 2017
  -  Champion de République tchèque de la course à l'élimination